# Brdarica
Brdarica (en serbe cyrillique : Брдарица) est une localité de Serbie située dans la municipalité de Koceljeva, district de Mačva. Au recensement de 2011, elle comptait 1 180 habitants.
Brdarica est officiellement classée parmi les villages de Serbie.

## Démographie

### Évolution historique de la population
| 1948  | 1953  | 1961  | 1971  | 1981  | 1991  | 2002  | 2011  |
| ----- | ----- | ----- | ----- | ----- | ----- | ----- | ----- |
| 1 603 | 1 710 | 1 753 | 1 675 | 1 690 | 1 618 | 1 519 | 1 180 |

|  |